# Estadi Comunal d'Andorra la Vella
L'Estadi Comunal d'Andorra la Vella és un camp de futbol situat a Andorra la Vella, la capital del Principat d'Andorra.
L'estadi té una capacitat de 1.249 espectadors i, junt amb l'Estadi Comunal d'Aixovall, és l'escenari de tots els partits de la Lliga andorrana de futbol de Primera i Segona divisió, la Copa Constitució i la Supercopa andorrana de futbol. Disposa d'una pista d'atletisme.